# GE U26C

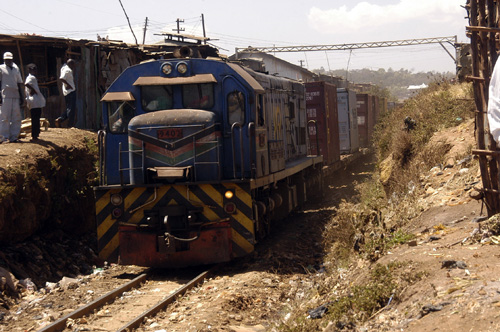
Kenianische 9402 vor einem Güterzug

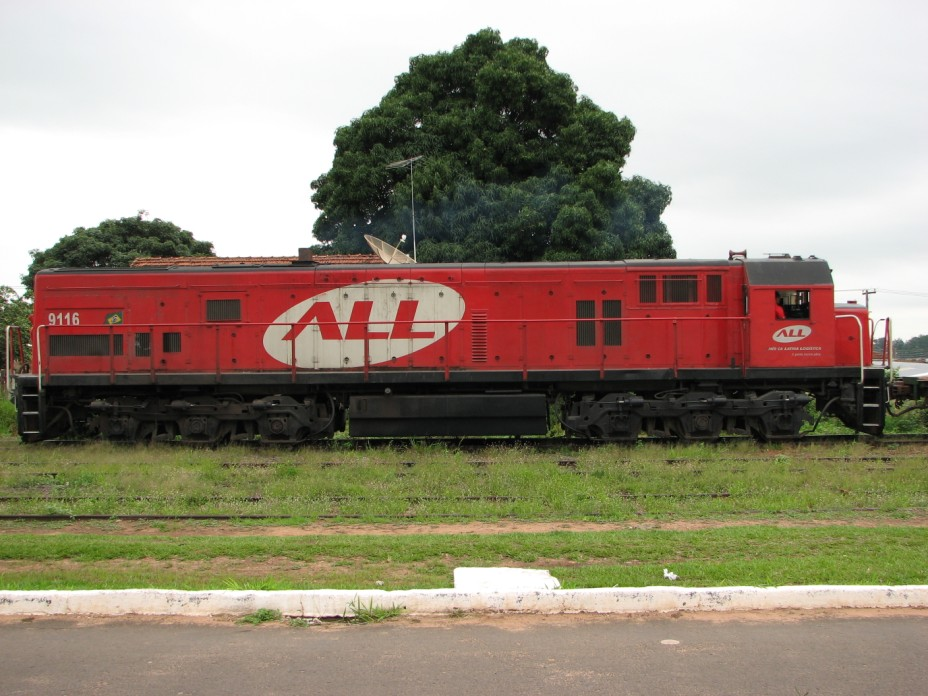
Nr. 9116 der brasilianischen ALL

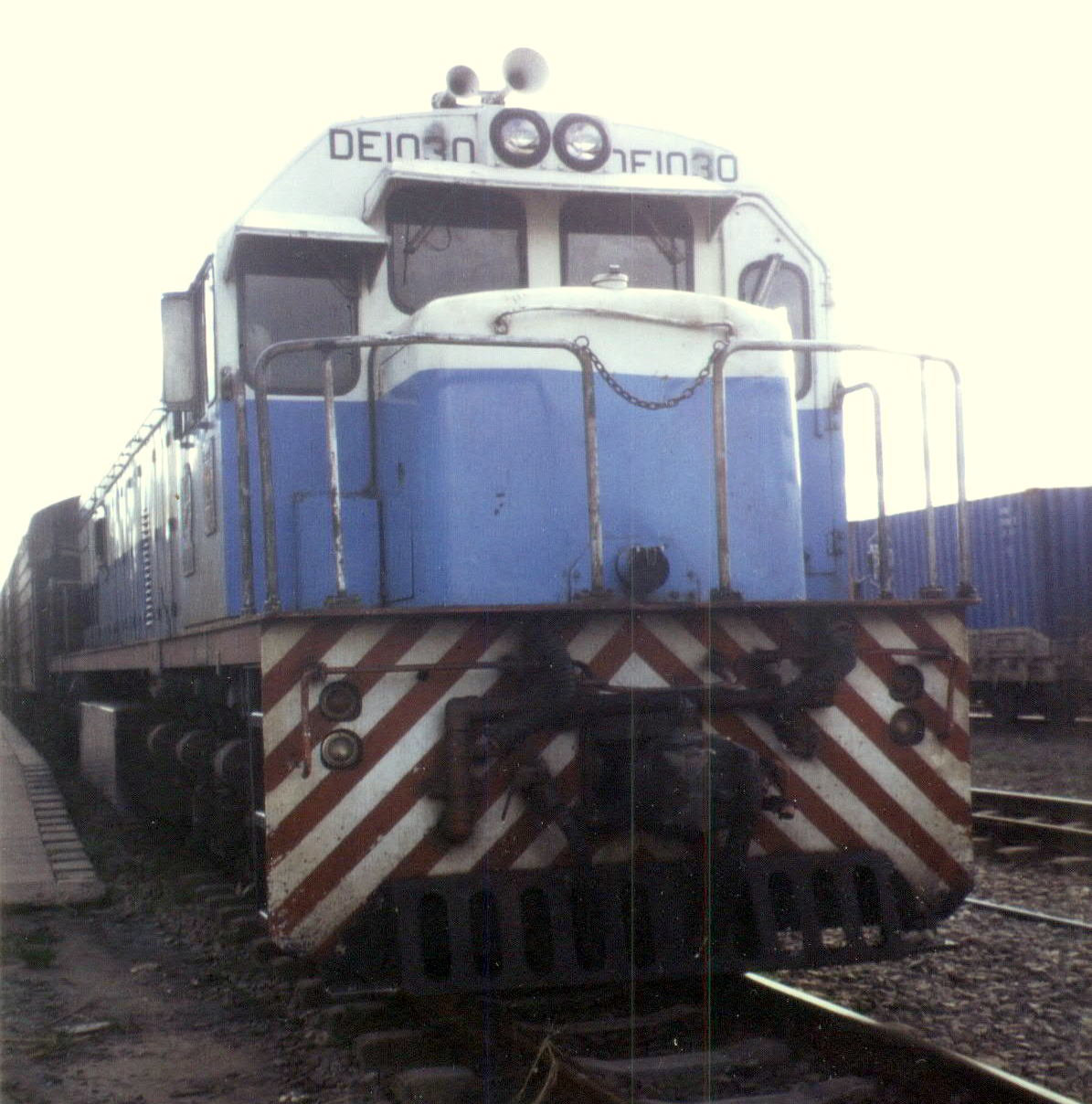
U30C der TAZARA

Die Fahrzeuge des Typs U26C des Herstellers GE Transportation Systems sind Dieselelektrische Lokomotiven mit der Achsfolge Co'Co'. Die Lokomotiven werden auf Kap- oder Meterspur in Brasilien, Kenia, Neuseeland und Südafrika eingesetzt; vier der brasilianischen Loks wurden später auf 1600-mm-Breitspur umgebaut. Eine von Krupp in Lizenz gebaute leistungsfähigere Ausführung, als U30C bezeichnet, wird auf der TAZARA in Tansania und Sambia eingesetzt.

## Einsatzländer

### Neuseeland
49 U26C wurden für Neuseeland als Klasse DX gebaut, 15 im Jahr 1971 und 34 in den Jahren 1975–76. Die Bahnnummern der Lokomotiven waren 2600–2648.
Je eine dieser Lokomotiven wurde 1993 und 2006 modernisiert und dabei unter anderem mit neuen Motoren und einem neuartig gestalteten Führerhaus versehen. Die umgebauten Lokomotiven tragen die Klassenbezeichnung DXR (R wie rebuilt). Das Umbauprogramm wurde jedoch nicht fortgesetzt.
Im Laufe der Zeit wurden die Lokomotiven in verschiedenen Punkten modifiziert; unter anderem erhielten sie modifizierte Führerhäuser mit einteiligen Frontscheiben. Weitere Änderungen betreffen die Elektronik und die Kupplungen. Einige DX wurden für den Betrieb durch den 8,5 km langen und in einer Steigung liegenden Otira-Tunnel modifiziert. Damit die Maschinen nicht die sich an der Tunneldecke sammelnden Abgase ansaugen, erhielten die Lokomotiven außerhalb des Lokkastens angebrachte, nach unten reichende Ansaughutzen. Die Lokomotiven auf dem Bild gehören zu dieser Variante.
Eine DX wurde bereits ausgemustert, die übrigen 48 einschließlich der beiden DXR sind noch in Betrieb.

### Südafrika
Die meisten U26C wurden mit 255 Stück für die South African Railways (heute Transnet Freight Rail) gebaut, wo sie als Klasse 34 bezeichnet werden. Die verschiedenen Lieferserien der Lokomotiven wurden in die Unterklassen 34-000 (125 Stück, 1971–73), 34-400 (100 Stück, 1973) und 34-900 (30 Stück, 1979–80) eingeordnet. Sie werden dort gemischt mit dem in Leistung und Gewicht übereinstimmenden Modell EMD GT26MC klassifiziert, das die Unterklassen 34-200, 34-600, 34-800 und 37-100 belegt. Eingesetzt werden die Lokomotiven vor Güter- und Reisezügen einschließlich des Blue Train.
Weitere 44 U26C wurden 1971–73 als Industrielokomotiven an die ISCOR-Werke geliefert (heute Mittal Steel South Africa). 39 dieser Lokomotiven wurden von Spoornet übernommen und als 34-501 bis 34-539 eingenummert (Klasse 34-500 oder „34-400 ex ISCOR“). Zwei weitere U26C gingen 1977 an die Douglas Colliery. Bis auf die beiden letztgenannten Lokomotiven sowie die ersten drei SAR-Maschinen wurden alle südafrikanischen U26C bei Dorbyl Transport Products in Lizenz gebaut.
Eine Besonderheit im Betrieb stellt die Eisenerzbahn Sishen–Saldanha dar. Auf dieser seit 1978 mit 50 kV elektrifizierten Strecke verkehren Diesellokomotiven der Klasse 34, vor allem die ehemaligen ISCOR-Maschinen, in Mehrfachtraktion mit Elektrolokomotiven der wesentlich leistungsfähigeren und schwereren Klasse 9E, sollen jedoch in Zukunft von neuen Elektrolokomotiven abgelöst werden. In Einzelfällen werden Züge jedoch – wie schon vor der Elektrifizierung – ausschließlich von Diesellokomotiven gezogen.

### Kenia
Die U26C der Kenya Railways (KR) tragen die Klassenbezeichnung 93 (Lieferung von 1977, 26 Stück) und 94 (Lieferung von 1987, 10 Stück). Die Klasse 95 besteht aus geleasten und auf Meterspur umgebauten südafrikanischen U26C.

### Brasilien
Sechs meterspurige U26C wurden 1981 an die brasilianische Estrada de Ferro Vitória a Minas (EFVM) geliefert, wo sie die Nummern 401–406 erhielten. Gebaut wurden sie von GE do Brasil. Vier der Loks (Nr. 401, 402, 404 und 406) wurden 1998 von der Ferronorte übernommen und auf Breitspur (1600 mm) umgebaut. Seit 2006 gehören diese Lokomotiven zur América Latina Logística (ALL).

### Tansania
Krupp lieferte für die kapspurige TAZARA 14 Lokomotiven (1983 = DE 1001 bis DE 1009; Fabriknummern 5532 bis 5540 und 1984 = DE 1010 – DE 1014; Fabriknummern 5561 bis 5565), die der U26C entsprechen, deren Leistung jedoch auf ca. 3000 PS vergrößert wurde und die deshalb als U30C bezeichnet werden – wobei diese Bezeichnung ursprünglich an eine Serie von 1966 bis 1976 für die USA gebaute Normalspurlokomotiven vergeben worden war (siehe GE U30C).

## Technik
Die Lokomotiven haben den typischen Aufbau nordamerikanischer Diesellokomotiven im Road-Switcher-Design. Der aufgeladene V12-Viertakt-Dieselmotor, der Generator und die Hilfsaggregate befinden sich gut zugänglich unter einer langen Haube, die ebenso hoch, aber schmaler ist als das an einem Ende angeordnete Führerhaus und deshalb dem Fahrer den Blick in beide Richtungen ermöglicht (im Streckendienst wird allerdings in der Regel mit dem Führerhaus voraus gefahren). Die sechs elektrischen Fahrmotoren sind in den beiden Drehgestellen gelagert und treiben je eine Achse an. Zwischen den Drehgestellen befindet sich der Treibstofftank.
Die Lokomotiven sind mehrfachtraktionsfähig; dabei sind in Neuseeland und Südafrika vier oder mehr Lokomotiven keine Seltenheit.
Die technischen Daten der Lokomotiven variieren je nach Baujahr und Ausführung; jedoch ist der verwendete Motortyp immer der GE 7FDL-12. Die obige Tabelle gibt den Wertebereich der neuseeländischen und südafrikanischen Lokomotiven an.